# Caberta
Caberta (llamada oficialmente San Fins de Caberta) es una parroquia y lugar español del municipio de Mugía, en la provincia de La Coruña, Galicia.

## Otro nombre
La parroquia también es conocida bajo el nombre de San Félix de Caberta.

## Entidades de población
Entidades de población que forman parte de la parroquia:
- Caberta
- Mintiráns
- Sinagoga

## Demografía
| Gráfica de evolución demográfica de Caberta entre 2000 y 2018 |
|                                                               |
| Datos según el nomenclátor publicado por el INE.              |